# Distrikt Viana do Castelo
Der Distrikt Viana do Castelo, Distrito de Viana do Castelo, ist ein Distrikt im Norden Portugals, der der traditionellen Provinz Minho entspricht. Im Norden und Osten grenzen Spanien, im Süden der Distrikt Braga und im Westen der Atlantik an den Distrikt. Das Gebiet hat eine Fläche von 2255 km², das entspricht in etwa der Größe Luxemburgs. 250.273 Einwohner (2001). Hauptstadt des Distrikts ist Viana do Castelo. Kfz-Kennzeichen für Anhänger: VC.
Der Distrikt Viana do Castelo unterteilt sich in 10 Kreise (Municípios), die der Subregion Minho-Lima zugeordnet sind:
| Kreis                     | Anzahl Gemeinden | Einwohner (2021) | Fläche km² | Dichte Einw./km² | LAU- Code | Region       | Unterregion |
| ------------------------- | ---------------- | ---------------- | ---------- | ---------------- | --------- | ------------ | ----------- |
| Arcos de Valdevez         | 36               | 20.718           | 447,59     | 46               | 1601      | Região Norte | Alto Minho  |
| Caminha                   | 14               | 15.797           | 136,53     | 116              | 1602      | Região Norte | Alto Minho  |
| Melgaço                   | 13               | 7.773            | 238,24     | 33               | 1603      | Região Norte | Alto Minho  |
| Monção                    | 24               | 17.816           | 211,32     | 84               | 1604      | Região Norte | Alto Minho  |
| Paredes de Coura          | 16               | 8.632            | 138,18     | 62               | 1605      | Região Norte | Alto Minho  |
| Ponte da Barca            | 17               | 11.044           | 182,11     | 61               | 1606      | Região Norte | Alto Minho  |
| Ponte de Lima             | 39               | 41.164           | 320,27     | 129              | 1607      | Região Norte | Alto Minho  |
| Valença                   | 11               | 13.623           | 117,14     | 116              | 1608      | Região Norte | Alto Minho  |
| Viana do Castelo          | 27               | 85.778           | 319,02     | 269              | 1609      | Região Norte | Alto Minho  |
| Vila Nova de Cerveira     | 11               | 8.921            | 108,47     | 82               | 1610      | Região Norte | Alto Minho  |
| Distrikt Viana do Castelo | 208              | 231.266          | 2.218,87   | 104              | 16        | –            | –           |